# Józef Wieniawski

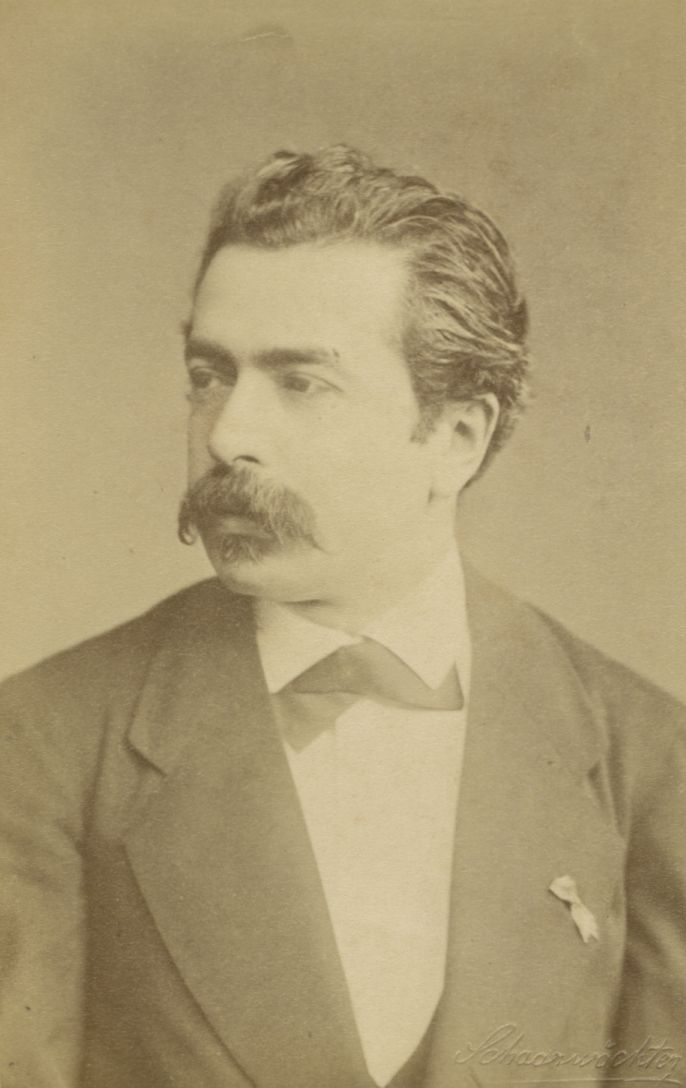
Józef Wieniawski.

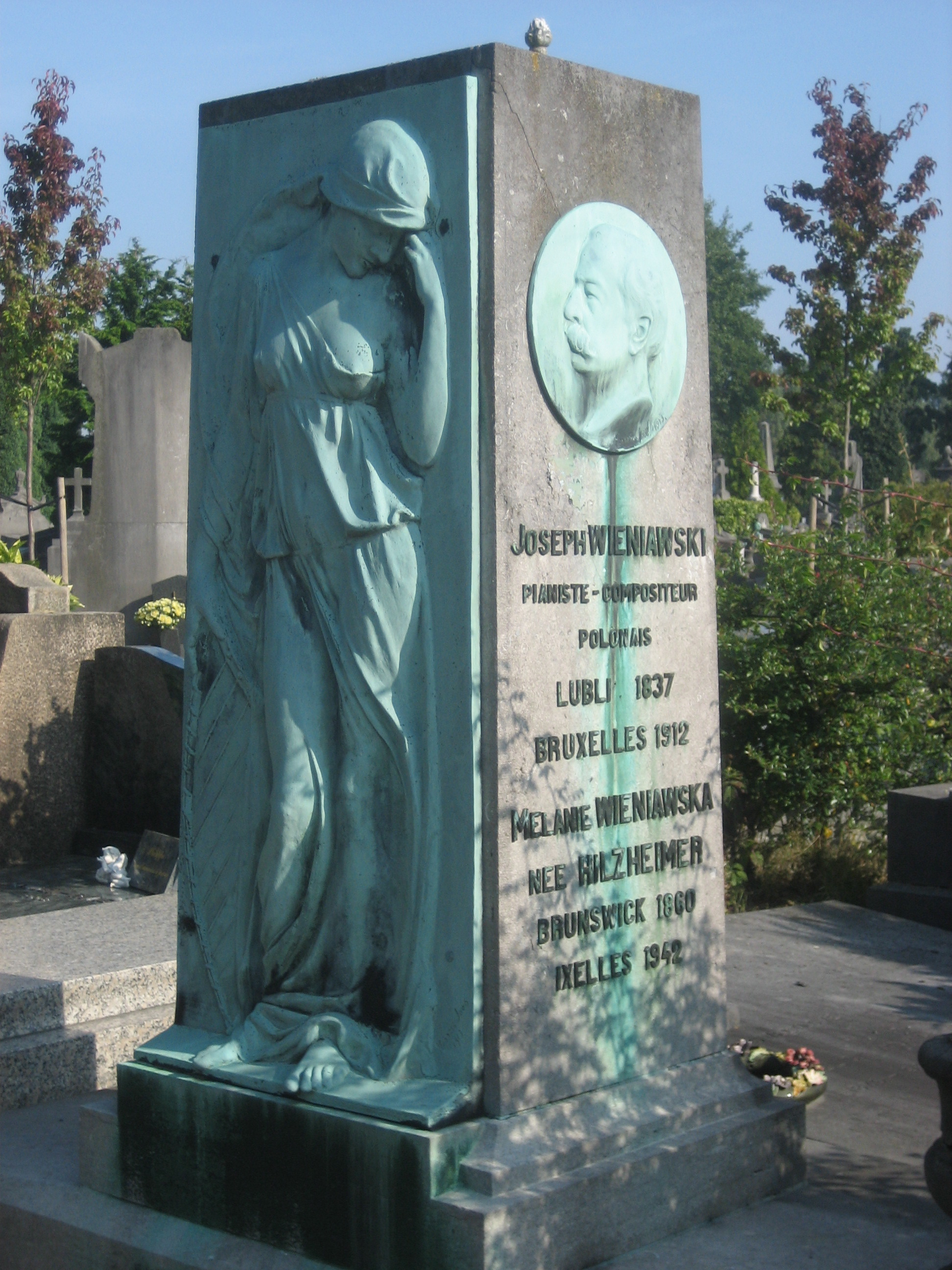
Józef Wieniawskis grav.

Józef Wieniawski, född den 23 maj 1837 i Lublin, död den 11 november 1912 i Bryssel, var en polsk
pianist, bror till violinisten Henryk Wieniawski. 
I sin art var Wieniawski lika tekniskt framstående som sin bror, om än mindre genialisk än denne. Han blev 1847 elev vid Pariskonservatoriet. Han följde 1850 sin bror på konsertresor, studerade vidare 1853 piano för Liszt och 1856 teori för Marx, bosatte sig 1866 som konservatorielärare i Moskva, var 1876-77 ledare av musikföreningen i Warschau och därefter professor vid Brysselkonservatoriet. På sina konsertresor besökte han Sverige 1881. Han var även verksam som tonsättare.